# Pirodriloides breviclitellatus
Pirodriloides breviclitellatus is een ringworm uit de familie van de Naididae. De wetenschappelijke naam van de soort is voor het eerst geldig gepubliceerd in 2005 door Erséus & Wang.